# Книга джунглей (саундтрек, 2016)
Книга джунглей (саундтрек) (англ. The Jungle Book Original Motion Picture Soundtrack) — саундтрек к фильму «Книга джунглей» 2016 года. Он состоит из песен из оригинального мультфильма, написанных Братьями Шерманами и Терри Гилкисоном и музыки, написанной Джоном Дебни.

## Создание
Музыкальное сопровождение для «Книги джунглей» было написано и проведено частым сотрудником Фавро Джоном Дебни, в основном черпающим из оригинальной музыки Джорджа Брунса. По словам Дебни, «Джон [Фавро] хотел несвоевременного звука для партитуры, и я принял это». Дебни создал для Маугли тему, которая «не слишком эмоциональна. В ней есть элегантность и величие. Он становится мужчиной через весь этот опыт, и именно это [Дебни и Фавро] хотели сказать своей темой». Тема Шер-Хана соответствовала мотиву из трех или четырёх нот, в то время как тема Балу «призывала к причудливым струнам и басу», которая была «резвой и эмоциональной». Хотя у Багиры нет своей собственной темы, он представлен французскими рожками и струнами, а музыка Каа имеет звуки, похожие на змеи, в то время как у темы короля Луи есть много инструментов, таких как ударные инструменты, бас-маримбы, и т. Д.
В то время как Ричард М. Шерман, который первоначально совместно со своим братом Робертом писал песни для фильма 1967 года, первоначально сообщал, что пишет новые песни для ремейка, Фавро решил не делать фильм музыкальным. Тем не менее, он и Дебни включили несколько песен из анимационного фильма 1967 года. «The Bare Necessities», написанные Терри Гилкисоном, исполняются Мюрреем и Сети, и кавер-версия Доктора Джона представлена в окончательных титрах. «I Wan’na Be Like You» и «Trust in Me» — написанные братьями Шерман, исполняются Уокеном и Йоханссон соответственно; Ричард М. Шерман написал переделанный текст для версии Уокена «I Wan’na Be Like You». Исполнение Йоханссон «Trust in Me» было продюсировано Марком Ронсоном и появляется только в конечных титрах.

## Список композиций
Вся музыка написана Джоном Дебни кроме отмеченных.
| №                   | Название                                               | Автор(ы)                           | Исполнитель                       | Длительность |
| ------------------- | ------------------------------------------------------ | ---------------------------------- | --------------------------------- | ------------ |
| 1.                  | «The Bare Necessities»                                 | Терри Гилкисон                     | Доктор Джон and The Nite Trippers | 3:36         |
| 2.                  | «Trust in Me»                                          | Ричард М. Шерман, Роберт Б. Шерман | Скарлетт Йоханссон                | 2:55         |
| 3.                  | «Main Titles / Jungle Run»                             |                                    |                                   | 2:27         |
| 4.                  | «Wolves / Law of the Jungle»                           |                                    |                                   | 2:16         |
| 5.                  | «Water Truce»                                          |                                    |                                   | 3:40         |
| 6.                  | «Rains Return»                                         |                                    |                                   | 1:46         |
| 7.                  | «Mowgli's Leaving / Elephant Theme»                    |                                    |                                   | 3:28         |
| 8.                  | «Shere Khan Attacks / Stampede»                        |                                    |                                   | 2:06         |
| 9.                  | «Kaa / Baloo to the Rescue» (quotes "Trust in Me")     |                                    |                                   | 5:21         |
| 10.                 | «Honeycomb Climb»                                      |                                    |                                   | 3:31         |
| 11.                 | «Man Village»                                          |                                    |                                   | 2:59         |
| 12.                 | «Mowgli and the Pit» (quotes "The Bare Necessities")   |                                    |                                   | 3:26         |
| 13.                 | «Monkeys Kidnap Mowgli»                                |                                    |                                   | 1:52         |
| 14.                 | «Arriving at King Louie's Temple»                      |                                    |                                   | 4:35         |
| 15.                 | «Cold Lair Chase»                                      |                                    |                                   | 4:03         |
| 16.                 | «Red Flower» (quotes "Trust in Me")                    |                                    |                                   | 3:15         |
| 17.                 | «To the River»                                         |                                    |                                   | 3:05         |
| 18.                 | «Shere Khan's War Theme»                               |                                    |                                   | 2:37         |
| 19.                 | «Shere Khan and the Fire»                              |                                    |                                   | 4:52         |
| 20.                 | «Elephant Waterfall»                                   |                                    |                                   | 3:27         |
| 21.                 | «Mowgli Wins the Race» (quotes "The Bare Necessities") |                                    |                                   | 0:41         |
| 22.                 | «Jungle Book Closes»                                   |                                    |                                   | 2:16         |
| 23.                 | «I Wan'na Be Like You»                                 | Ричард М. Шерман, Роберт Б. Шерман | Кристофер Уокен                   | 3:02         |
| 24.                 | «The Bare Necessities»                                 | Терри Гилкисон                     | Билл Мюррей, Кермит Рафинс        | 3:01         |
| Общая длительность: | Общая длительность:                                    | Общая длительность:                | Общая длительность:               | 74:17        |